# 40 M Turan I
O 40 M Turán I foi um carro de combate médio do exército húngaro de uso na Segunda Guerra Mundial com um total de 424 unidades produzidas tinha três versões:
- Turan I - com um canhão de 40 mm (1,57 in) e duas metralhadoras de 8 mm (0,31 in).
- Turan II - com um canhão de 75 mm (2,95 in) e duas metralhadoras de 8 mm (0,31 in)
- Turan III - com canhão de 75 mm (2,95 in)

O veículo foi baseado em um protótipo da Tchecoslováquia o Škoda T-21 um tanque médio.

## Referência
- «Especificações do Turán I» (em inglês). wwiivehicles.com. Consultado em 29 de junho de 2014